# Bapaume Communal Cemetery
Bapaume Communal Cemetery is een begraafplaats gelegen in de Franse plaats Bapaume (Pas-de-Calais). De militaire graven worden onderhouden door de Commonwealth War Graves Commission.
De begraafplaats telt 25 geïdentificeerde Gemenebest graven, waarvan 24 uit de Eerste Wereldoorlog en een uit de Tweede Wereldoorlog.